# Eugénia Câmara
Eugénia Infante da Câmara (née le 9 avril 1837 à Lisbonne au Portugal et mort le 28 mai 1874 à Rio de Janeiro au Brésil) est une actrice, auteure et traductrice de pièces de théâtre ainsi qu'une poétesse portugaise.
Elle fut active durant toute sa carrière à la fois au Portugal et au Brésil.

## Biographie
Eugénia Câmara arrive au Brésil en 1859 à 22 ans, prise en charge par l'artiste et entrepreneur Furtado Coelho (également son amant durant quelque temps), qu'elle avait rencontré auparavant au Ginásio Dramático.
En 1863, la compagnie de théâtre de Câmara se déplace à Recife, donnant désormais leurs représentations au Teatro de Santa Isabel.
En 1866, elle tombe amoureuse du poète et dramaturge Castro Alves, et s'installe l'année suivante avec lui dans le village de Barro, puis en mai 1867 à Bahia.
En janvier 1868, le couple part vivre à Rio de Janeiro, reçus par José de Alencar. Ils y reçoivent notamment les visites de Machado de Assis. Le couple se sépart à la fin de la même année. La dernière rencontre des deux protagonistes a lieu le 31 octobre 1869 au Teatro Fênix Dramática.

## Hommages cinématographiques
- Un film sorti en 1949 raconte l'histoire de sa vie, intitulé Vendaval Maravilhoso, où le rôle d'Eugénia est interprété par la fadista Amália Rodrigues[1] (qui lui dédie une chanson, Fado Eugênia Câmara).
- En 1998 sort Guerra e liberdade, Castro Alves em São Paulo, un film racontant la vie de Castro Alves, où le rôle d'Eugénia est interprété par l'actrice Maria de Medeiros.